# Фруїс
Фруїс, Фруніс (баск. Fruiz (офіційна назва), ісп. Frúniz) — муніципалітет в Іспанії, у складі автономної спільноти Країна Басків, у провінції Біская. Населення — 423 особи (2009).
Муніципалітет розташований на відстані близько 340 км на північ від Мадрида, 13 км на північний схід від Більбао.
На території муніципалітету розташовані такі населені пункти: (дані про населення за 2009 рік)
- Альдай: 159 осіб
- Ботіола: 58 осіб
- Мандалуїс: 38 осіб
- Андеко: 69 осіб
- Олальде: 16 осіб
- Плакональде: 16 осіб
- Батіс: 43 особи
- Лотіна: 5 осіб
- Угане: 19 осіб

## Демографія
Динаміка населення (INE ):

## Галерея зображень

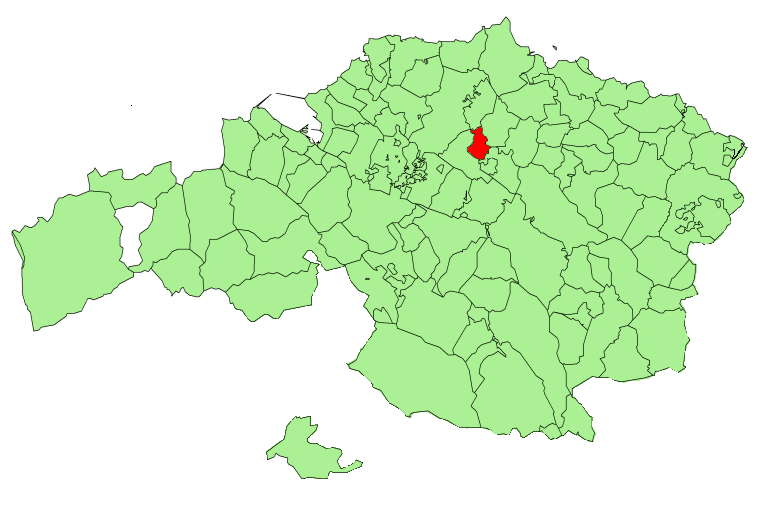
Розташування муніципалітету